# ゴヨケファレ
ゴヨケファレ（Goyocephale）は白亜紀後期に現在のモンゴルに生息した堅頭竜類恐竜の属の一つである。

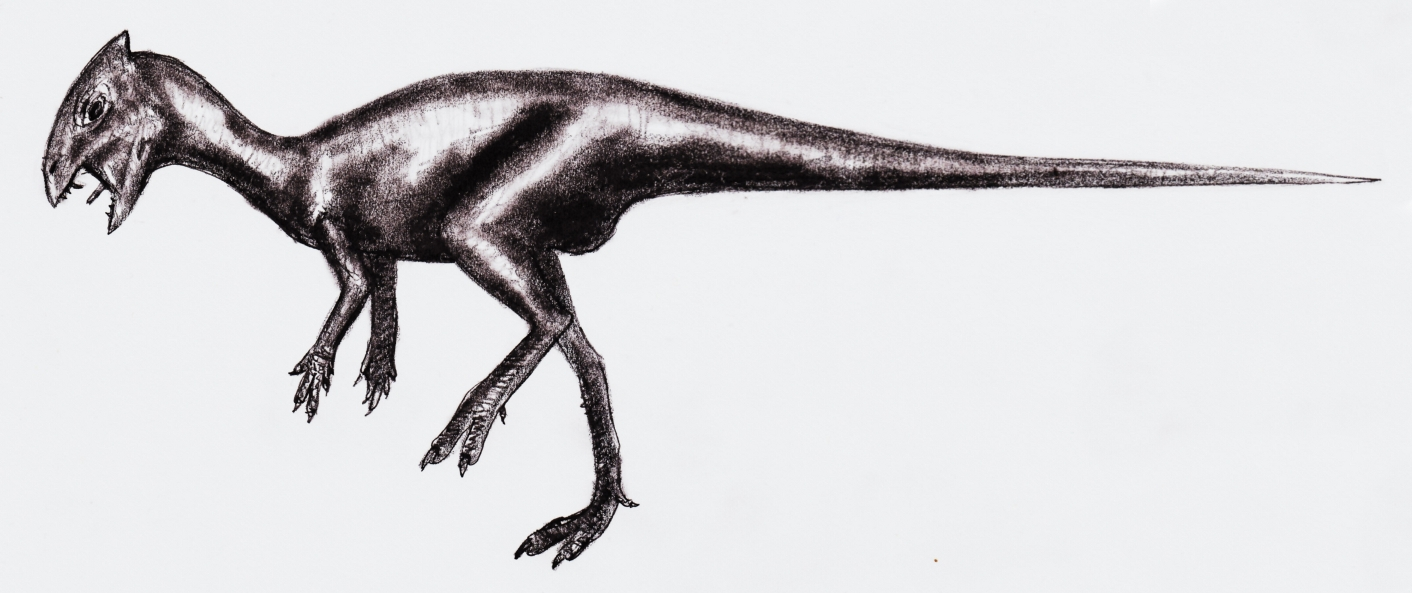
復元図

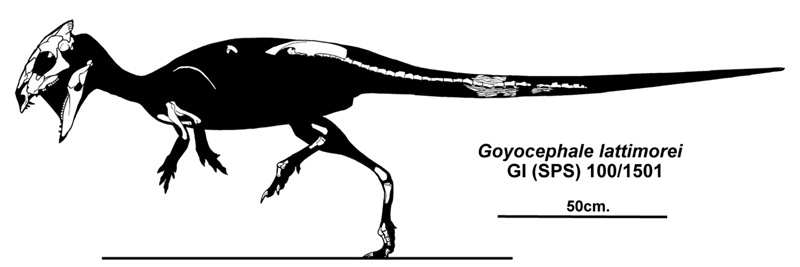
復元骨格図

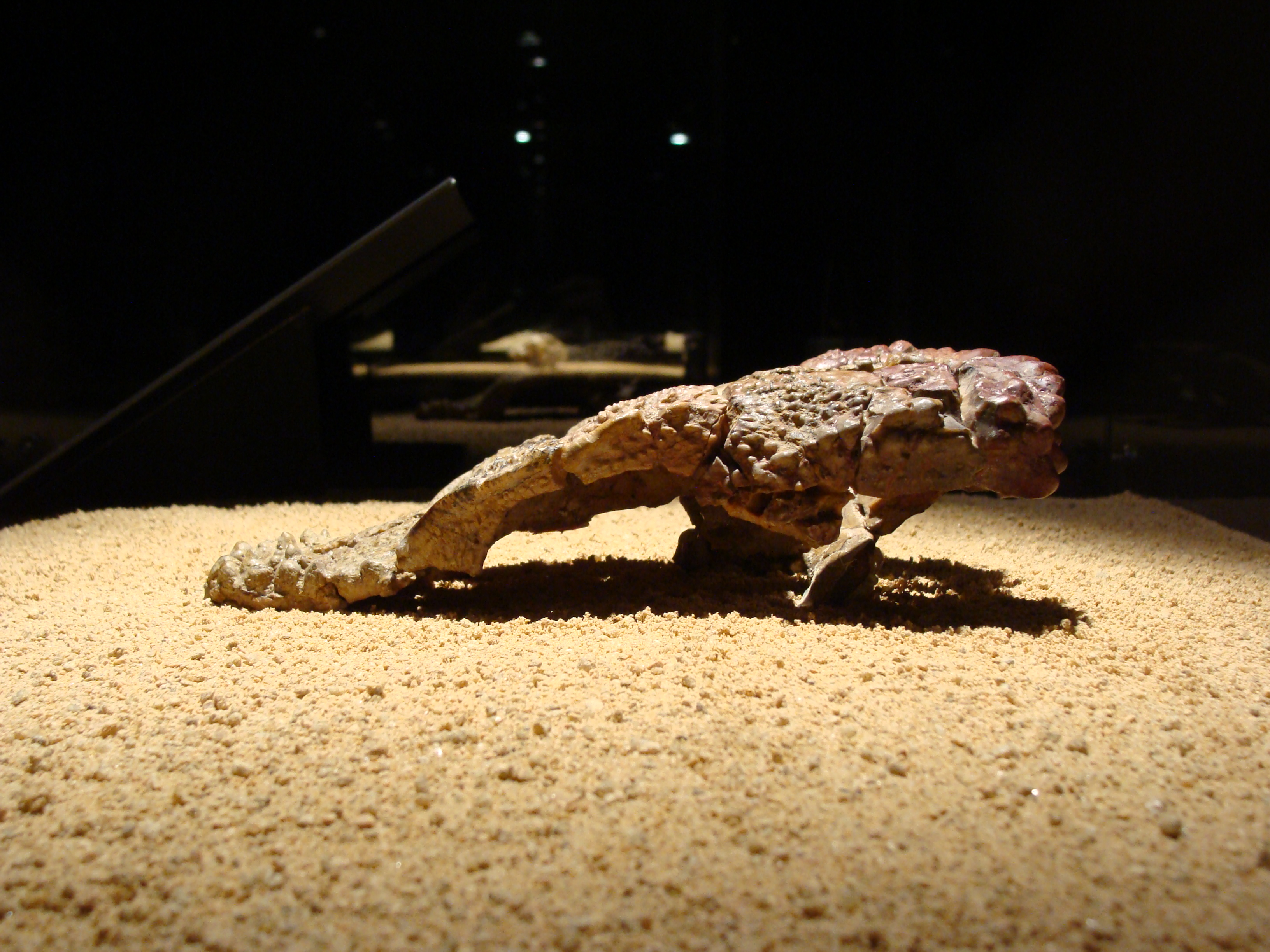
スカルルーフの側面

体重は10-40 kgと推定される。タイプ種Goyocephale lattimorei は1982年にアルタンゲレル・ペルレ、テレサ・マリアンスカ、およびハルツカ・オスモルスカにより不完全な頭骨、下顎骨および断片的な頭部以外の部分の化石に基づいて命名、記載された。頭骨はホマロケファレ・カラトケロスやプレノケファレ・プレネスのホロタイプとほぼ同じ大きさであり、ホマロケファレとは多くの点で特徴を共有している（平らなスカルルーフ、よく発達した上側頭窓、こぶ状の頭の突起）。しかし、各部の比率がゴヨケファレとホマロケファレとでは異なっている。

## 参照
1. ↑  A. Perle, T. Maryańska, and H. Osmólska (1982). Goyocephale lattimorei gen. et sp. n., a new flat-headed pachycephalosaur (Ornithischia, Dinosauria) from the Upper Cretaceous of Mongolia. Acta Palaeontologica Polonica 27(1-4):115-127.

- Pachycephalosauria
- Identity card: Goyocephale